# БТМП-84
Боевая тяжёлая машина пехоты БТМП-84 (БМТ) — украинская опытная боевая машина пехоты.
Разработана Харьковским конструкторским бюро машиностроения(ХКБМ) на базе основного боевого танка Т-84У. Предназначается для действия совместно с танками и обеспечения аналогичных танковым подразделениям параметров защищённости, мобильности и огневой мощи для мотострелковых подразделений. Серийно не выпускалась, произведён единственный экземпляр машины.

## История создания
Разработана ХКБМ на рубеже 1990-х—2000-х в инициативном порядке на основе оценки потребности в увеличении уровня защищённости боевых машин пехоты, бронирование которых, как правило, значительно ниже такового у взаимодействующих с ними танков. Машина была построена в 2001 году и впервые представлена широкой публике в марте 2001 года на выставке IDEX в Абу-Даби, в сентябре того же года она демонстрировалась на выставке IDEF в Анкаре.

## Описание конструкции

### Броневой корпус и башня
Корпус БТМП-84 создан на основе шасси Т-84У, удлинение ходовой части которого на один опорный каток в сочетании с перекомпоновкой двигателя позволило оборудовать в задней части машины десантное отделение на 5 человек с возможностью посадки и высадки через корму. Для погрузки и высадки десанта имеются открывающаяся влево дверца с выдвижной лесенкой в корме и подъёмный люк над ней, а также дополнительные люки в крыше десантного отделения.

### Вооружение
Танковая башня сохранена со всем составом вооружения, включающим 125-мм гладкоствольную пушку КБА-3, спаренный с ней 7,62-мм пулемёт ПКТ и дистанционно-управляемую установку с 12,7-мм зенитным пулемётом НСВТ. Также предусмотрена возможность ведения огня из личного оружия через две расположенные в бортах десантного отделения амбразуры.

### Двигатель и трансмиссия
Двигатель машины — 6ТД-2, двухтактный многотопливный 6-цилиндровый дизельный двигатель с горизонтальным расположением цилиндров и встречным движением поршней, жидкостного охлаждения.
Трансмиссия — механическая с двумя бортовыми планетарными коробками передач и гидроуправлением, с семью передачами переднего и одной — заднего хода. Соосно с коробками передач расположены обеспечивающие четыре дополнительные передачи заднего хода реверсивные бортовые передачи.
Силовая установка обеспечивает работу машины при температуре окружающего воздуха от −40° до +55°С.

### Ходовая часть
Ходовая часть — гусеничная, применительно к одному борту состоит из заднего ведущего, переднего направляющего и семи опорных катков, а также неизвестного числа поддерживающих катков. Ширина гусеницы — 580 мм. Подвеска — индивидуальная торсионная.